# Guerra gòtica (367-369)
La Guerra gòtica (367-369) fou un conflicte que tingué lloc entre els anys 367 i 369, enfrontant les tropes de l'Imperi Romà i els gots que habitaven al nord de la província romana de Mèsia, més enllà del Danubi. L'emperador Valent organitzà les campanyes militars com a càstig pel suport que els reis gots havien ofert a l'usurpador Procopi.

## Antecedents històrics
El 28 de setembre del 365, l'usurpador Procopi es proclamava emperador a Constantinoble, i subornava prou soldats com per posar en perill el nou i insegur regnat de Valent. Procopi era l'antic secretari de Constanci II i cosí de Julià l'Apòstata i comptava amb el suport d'alguns senadors i alguns reis gots. Aquests darrers fins i tot li enviaren un contingent de 3.000 guerrers per enfrontar-se a Valent. Malgrat tot, Valent el va derrotar en batalla i poc després, quan Procopi s'amagava a les muntanyes, alguns dels seus el van trair i entregar a Valent, qui va manar executar-lo.
Valent no va trigar gaire a demanar explicacions als reis gots que havien ajudat a l'usurpador, però aquests s'excusaren basant-se en el fet que els seus pactes s'havien signat amb Constanci II i havien cregut, erròniament, que Procopi era el seu hereu. Valent no els va creure, i desesperat com estava per una victòria militar que reforcés la seva imatge i prestigi, va trobar en els gots un objectiu perfecte i va organitzar una expedició per castigar el seu suport a l'usurpador.

## Campanyes militars
Des del 367 al 369, Valent va travessar el Danubi per atacar els gots en el seu territori. Les campanyes van estar molt ben preparades i organitzades pel prefecte del pretori Auxonius i amb el suport de la propaganda imperial en mans de l'orador Temisti (Themistius), un distingit retòric de Constantinoble.
La primera campanya es va ferl'estiu del 367, quan Valent va travessar el Danubi amb un pont format per barques, fet que suggereix que el pont construït en temps de Constantí I el Gran ja no era practicable perquè el creués un gran nombre de soldats i el seu equipament. Les tropes de l'emperador van arrasar les terres dels gots, però no van trobar cap grup de guerrers que els plantes batalla perquè havien fugit a les muntanyes de Transsilvània. Valent va haver de tornar al seu campament a Constantiana Daphne sense combatre.
El 368 les pluges inundaren les terres i l'exèrcit no va poder travessar el Danubi, així que Valent va passar l'any emprant les tropes en construccions públiques, reconstruint edificacions i millorant defenses, passant l'hivern a Marcianòpolis.
El tercer any la campanya fou més exitosa. Valent va travessar el Danubi per la ciutat de Noviodúnum (Mèsia) i avançà per territori got arrasant terres i poblats, fins que el cabdill dels Teruings, Atanaric, li va oferir batalla. Els romans, més organitzats i millor preparats, derrotaren els gots totalment, però després de la victòria no els van perseguir,i retornaren als seus quarters generals.

## Tractat de pau
Les campanyes de Valent havien aconseguit reforçar les fronteres del Danubi amb noves fortificacions; el control de les fronteres es va reforçar tant que es va denegar el pas lliure dels gots cap a territori romà i per tant, es va clausurar el comerç entre ambdós pobles. Això va afectar profundament l'estil de vida dels gots, fins al punt que Atanaric va demanar signar un tractat de pau amb Valent, que envià els seus lleials generals, Victor i Arinthaeus. Un cop acordats els termes del tractat de Noviodúnum, Valent i Atanaric es van trobar a prop de Noviodúnum, però ho feren sobre dos barques per respectar el jurament del rei got de no trepitjar mai territori romà.
Els gots es van veure obligats a proporcionar ostatges als romans i aquests ja no pagaren més subsidis als gots. Es va recuperar el comerç, però els gots deixaren d'aportar guerrers a l'exèrcit romà, un fet que passaria comptes a Valent en anys posteriors.